# سكر أميني

جلوكوز أمين

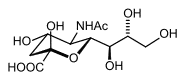
حمض سياليك

سكريات أمينية (بالإنجليزي:Amino sugar) في الكِيمياء ، حيث تَحتوي السُكريات الأمينية على مجموعة أمين بدلاً مِن مَجموعة الهيدروكسيل ، حيثُ أَن مٌشتقات الأَمين تَحتوي على السُكريات ولا تَحتوي على الأَمين بِشكل مُباشر مثل N-acetyl D-glucosamine وحِمض السياليك. وَيُعتبر أمينو غليكوزيد مِن فئات المُركبات المُضادة للميكروبات وَتَمنع تَكون البروتين البَكتيري.

## أمثلة شائعة
- غالاكتوز أمين.
- جلوكوز أَمين.
- حمض السياليك.
- أن اسيتيل دي غلوكوز امين (N-Acetyl D-glucosamine)

## وصلات خارجية
- Amino+Sugars في المكتبة الوطنية الأمريكية للطب نظام فهرسة المواضيع الطبية (MeSH).